# Echinopsis comarapana
Echinopsis comarapana es una especie de plantas en la familia Cactaceae. Es endémica de Santa Cruz en Bolivia. Es una especie inusual en las colecciones.
Echinopsis bridgesii (Jardin des Plantes de Paris).jpg

## Descripción
Echinopsis comarapana crece en forma de cojín bajo con un tamaño de 30 a 40 centímetros de diámetro. Los tallos cortos, cilíndricos, de color verde grisáceo con brotes rectos o ligeramente curvos están inclinadas hacia el ápice. Son de 10 a 15 cm de altura y tienen un diámetro de 5 a 8 centímetros. Tiene de diez o doce costillas que están acanaladas transversalmente. En ellas se encuentran las areolas grises que están separadas hasta 1 cm. De ellas surgen finas espinas como agujas que son engrosadas en su base. La espina central única, es de hasta 2 cm de largo. Las nueve-once espinas radiales son de color gris  y tienen una longitud de 0,5 a 1,1 centímetros. Las flores en forma de embudo, son blancas  de 13 a 15 cm y tienen un diámetro de 4 a 6 centímetros. El fruto es esférico, de color verde oscuro con un diámetro de hasta 3 centímetros.

## Taxonomía
Echinopsis comarapana fue descrita por Martín Cárdenas Hermosa y publicado en National Cactus and Succulent Journal 12: 61. 1957.
Etimología
Ver: Echinopsis
comarapana epíteto geográfico que alude a su localización en Comarapa en la provincia boliviana de Valle Grande.
Sinonimia
- Echinopsis pereziensis
- Echinopsis ayopayana[3]